# Van der Puttlyceum
Het Van der Puttlyceum was een Nederlandse middelbare school in Eindhoven, gelegen in het stadsdeel Woensel. Het lyceum omvatte uiteindelijk een havo en een vwo. In de dependances werd ook een mavo ondergebracht en deze werden derhalve colleges genoemd.

## Naamgeving
De scholengemeenschap werd vernoemd naar P.P.J. van der Putt (1885-1957), een Eindhovens rooms-katholiek wethouder van onderwijs. 

## Geschiedenis
Het lyceum werd in 1957 opgericht onder de naam Van der PuttCollege. In eerste instantie was het gehuisvest in noodgebouwen aan de Hermelijnstraat. In 1960 zou er nog een gedeelte bij komen aan de Robbenstraat. Het definitieve gebouw aan de Dr. Berlagelaan 13 werd in 1962 betrokken. Het lyceum groeide vervolgens uit tot een van de grootste scholen van  het voortgezet onderwijs in Nederland. 
Als gevolg van deze sterke groei zag de school zich  genoodzaakt een deel van de leerlingen onder te brengen in een dependance, in 1968 verzelfstandigd tot Pleincollege Eckart.
Begin jaren zeventig was het schoolgebouw weer te klein. Ook de nieuwe dependance ontwikkelde  zich, na het samengaan met een nabijgelegen mavo in 1974, tot een zelfstandige middelbare school: het Pleincollege Bisschop Bekkers. 
In 1964 is er bij de ingang van het schoolgebouw een beeld geplaatst met de titel Vogels, ook Puttertjes, gemaakt door Gerard Bruning. De naam van het beeld verwijst naar de naam voor de leerlingen van de school.
Na de sloop van de school is het beeld herplaatst in de woonwijk net ten noorden van de locatie.
Na de jaren van groei zakte eind jaren tachtig het leerlingenaantal naar een bedenkelijk niveau. Het bestuur van Ons Middelbaar Onderwijs stuurde op verhuizing naar Nuenen aan, wat het Pleincollege Eckart een groot deel van zijn leerlingen zou kosten.
Na een jarenlange strijd tussen de scholen in Eindhoven Noord en Nuenen werd het zieltogende van der Puttlyceum in 1992 opgeheven. In 2019 werd het gebouw en de ernaast gelegen school afgebroken om ruimte te maken voor de bouw van 157 woningen. 

## Bekende (oud-)leerlingen en leraren

### Leerlingen
- Sabine Brian, filmproducer
- Hans Clevers, geneticus, arts en voormalig president KNAW
- Michiel van Kempen, schrijver en literatuurhistoricus
- Jean-Pierre van Rijen, kunsthistoricus
- José Toirkens, journaliste

### Leraren
- Hans Brian, NOS-sportcommentator (gym)
- Wim Daniëls, schrijver en taalkundige (Nederlands)
- Mathieu Dijker, componist (muziek)
- Jan van Oorschot, historicus (geschiedenis)
- Nol Verhagen, oud-directeur Universiteitsbibliotheek van Amsterdam (Nederlands)